# Rabies
Rabies és un telefilm suec dirigit per Ingmar Bergman, difós el 1958.

## Repartiment
- Bibi Andersson: Eivor
- Axel Düberg: Cpl. Sven
- Åke Fridell: Sixten Garberg
- Tor Isedal: Knut
- Åke Jörnfalk: Rolf
- Gunnel Lindblom: Jenny
- Dagny Lind: Tia
- Nils Nygren: Cronswärd
- Toivo Pawlo: Majorista
- Marianne Stjernqvist: Fröken Svensson
- Folke Sundquist: Erik
- Max von Sydow: Bo Stensson Svenningson